# Kritična masa
Kritična masa je količina radioaktivnega materiala, ki je potrebna za samoohranitveno verižno jedrsko reakcijo. Na kritično maso vplivajo jedrske in fizikalne značilnosti materiala, oblika in čistost. 
Napravo, v kateri je verižna reakcija fizije mogoča, imenujemo kritična. V takšni napravi bo brez dodatka prostih nevtronov reakcija samoohranitvena, če pa ji te dodamo, bo moč reakcije narasla linearno. Napravo, v kateri je samoohranitvena verižna reakcija več kot mogoča, imenujemo superkritična.
Če je v napravi premajhna količina reaktivnega materiala, bo reakcija fizije dosegla stabilno samoohranitveno stanje le v primeru enakomernega dodajanja prostih nevtronov in v tem primeru napravo poimenujemo podkritična (angleško subcritical). 
Ugotovitev, da za uspešno jedrsko reakcijo ne potrebujemo superkritične naprave, pripisujemo Enricu Fermiju in je omogočilo razvoj in izdelavo jedrskih reaktorjev, ki delujejo na principu fizijske verižne reakcije.